# TV Klelé
TV Klelé (TVK) és una televisió comunitària de Guinea Bissau, nascuda al barri de Quelelé de Bissau. L’ONG guineana Acção para o Desenvolvimento (AD) la va fundar l'any 2001 com a resultat de l'èxit de les ràdios comunitàries que s'havien creat anteriorment. És una iniciativa concebuda com a ferramenta de comunicació per al desenvolupament de la comunitat local. La cadena produïx continguts audiovisuals orientats principalment al veïnat del barri de Quelelé, amb l'objectiu d'informar, conscienciar i sensibilitzar sobre temes rellevants per a la comunitat, ressaltant-ne els positius i tractant de millorar els negatius. Tot i que va nàixer al barri de Quelelé, posteriorment es va expandir i treballa a moltes altres regions.
L'entitat civil és sense ànim de lucre, així manté la independència dels partits polítics, les esglésies, el govern i el poder econòmic. El finançament principal de la cadena és a través de la prestació de serveis audiovisuals.
A data de 2021, Demba Sanhá era el director de la televisió.
A partir del novembre, època en la qual acaben les pluges, l'equip de TVK viatja per Guinea Bissau per a projectar pel·lícules en comunitats més llunyanes i amb menor accés, i garantir la implicació de gent en el projecte.
La cadena té un acord de col·laboració amb el Laboratório Digital do Património Cultural (LDPC).

## Inicis
En els inicis, la TVK gravava emissions d'uns 45 minuts, amb informatius, reportatges i programes temàtics relacionats amb el sanejament bàsic, la salut i nutrició, l'economia familiar i els problemes de la comunitat (com l'epidèmia de còlera, l'estat de degradació del centre de pròtesis d'aquell moment i la importància de rehabilitar-lo, entre altres). S'emetien dues vegades al mes a l'interior del barri de Quelelé, a través d'un monitor de televisió alimentat per un xicotet generador portàtil, aconseguint fer televisió al carrer amb pocs recursos.

## Formació
La cadena també és un espai de formació per a joves, on adquirixen competències especialitzades, i els facilita l'accés a l'ocupació en l'àmbit de la comunicació.

## Productora audiovisual
Amb l'experiència adquirida amb el pas dels anys, i amb equips i tècnics especialitzats, TV Klelé va començar a prestar serveis de producció audiovisual, com la cobertura d'esdeveniments, espots radiofònics, la producció de documentals, pel·lícules o videoclips. Entre els seus clients, hi ha institucions nacionals i internacionals, altres ONG i ciutadans particulars. Així, s'ha convertit en un referent en el sector de la comunicació comunitària al país.

## Reconeixement
El projecte ha rebut reconeixement per la seua contribució al desenvolupament de la comunitat local a través de la producció de continguts audiovisuals. TV Klelé va produir la pel·lícula Tapioca, fonte de nutrição e economia familiar [«Tapioca, font de nutrició i economia familiar»] (2013) que va rebre el premi Osiris al festival internacional de pel·lícules sobre desenvolupament rural Agrofilm, a Eslovàquia.